# Dacus nigrolateris
Dacus nigrolateris är en tvåvingeart som beskrevs av White 2006. Dacus nigrolateris ingår i släktet Dacus och familjen borrflugor.
Artens utbredningsområde är Kongo. Inga underarter finns listade i Catalogue of Life.